# Tierras Coloradas, Nuevo Urecho
Tierras Coloradas är en ort i Mexiko.   Den ligger i kommunen Nuevo Urecho och delstaten Michoacán de Ocampo, i den södra delen av landet, 290 km väster om huvudstaden Mexico City. Tierras Coloradas ligger 535 meter över havet och antalet invånare är 122.
Terrängen runt Tierras Coloradas är huvudsakligen kuperad. Tierras Coloradas ligger nere i en dal. Runt Tierras Coloradas är det ganska glesbefolkat, med 42 invånare per kvadratkilometer. Närmaste större samhälle är Ario de Rosales, 19,7 km öster om Tierras Coloradas. I omgivningarna runt Tierras Coloradas växer huvudsakligen savannskog.